# Saint-Symphorien-sur-Couze
Saint-Symphorien-sur-Couze (tiếng Occitan: Sent Aforian) là một xã của tỉnh Haute-Vienne, thuộc vùng Nouvelle-Aquitaine, miền trung nước Pháp.